# Peja Lindholm
Peter Peja Rutger Lindholm, född 2 juni 1970 i Östersund, är en svensk curlingspelare och -ledare. Han var skip för ett av Sveriges bästa herrlag i curling genom tiderna – laget med Tomas Nordin, Magnus Swartling och Peter Narup. Coach för laget 2002-06 var Lars-Åke Nordström, och reserv under några år Anders Kraupp. 2010–2019  var han förbundskapten för de svenska dam- och herrlandslagen i curling.

## Biografi

### Curlingkarriär
Lindholms lag blev världsmästare för seniorer tre gånger, 1997, 2001 och 2004, och kom tvåa två gånger, 1998 och 2000. Laget vann EM 1998 och 2001, blev tvåa 2002, 2003, 2004 och 2005 samt trea 2000. Utöver dessa medaljplatser deltog Pejas lag i VM 1993 och 1995, och i EM 1993, 1997 och 1999. Laget vann SM nio år i rad mellan 1997 och 2005, och deltog i OS 1998 i Nagano, 2002 i Salt Lake City och 2006 i Turin.
Med andra lagkonstellationer blev Lindholm juniorvärldsmästare 1989, tvåa i JVM 1988 och trea i JVM 1990.
Peja Lindholms mycket framgångsrika lag splittrades efter säsongen 2005–2006 efter att hans tidigare lagkamrater valt att dra sig tillbaka från sina elitsatsningar. Peja återkom därefter till elitcurlingen med tre nya lagkamrater: James Dryburgh, Viktor Kjäll och Anders Eriksson. De kom på femte plats vid VM 2007 och var också Sveriges representanter vid EM 2007 där de kom på sjätte plats.
Pejas karriär tog ett hastigt slut efter EM 2007. Den 11 december, knappt en vecka efter lagets sjätteplats i EM, meddelade Peja sina dåvarande lagkamrater James Dryburgh, Viktor Kjäll och Anders Eriksson att han inte hade motivation att fortsätta. Laget var drygt ett och ett halvt år gammalt och hade under den tiden vunnit SM och elitserien 2007. 2010 utsågs han till förbundskapten och sportchef för de svenska dam- och herrlandslagen i curling. Peja lämnade det uppdraget 2019 då han värvades som förbundskapten i Kina. I uppdraget ingick också att bygga upp ett landslagsprogram inför deras hemma-OS 2022 i Beijing. Uppdraget var tidsbestämt och avslutades efter OS. Inför EM 2022 tillfrågades Peja att coacha det danska damlandslaget under mästerskapet. Det blev succé och danskorna vann guld.

### Övrigt
Lindholm har i övrigt arbetat som projektledare i databranschen. Han är gift och har fyra barn. Sedan i början av 2023 är Peja VD för Östersunds fotbollsklubb ÖFK. 